# Hybrid Child
Hybrid Child (ハイブリッド チャイルド, Haiburiddo Chairudo) est un manga de type yaoi écrit et illustré par Shungiku Nakamura, publié le 10 mars 2005. La version française est publiée chez l'éditeur Kazé depuis octobre 2015.
Une adaptation en quatre original video animation est commercialisée entre octobre 2014 et janvier 2015. En France, l'anime est édité par Black Box.

## Synopsis
« En quelque sorte, ils sont comme des miroirs. Ni des machines, ni des poupées. Reflétant l'amour qu'ils reçoivent de leurs propriétaires, ils grandissent. Tu es un... Hybrid Child. »
Kuroda est le créateur des Hybrid Child, des êtres inhumains qui grandissent en fonction de l'amour qu'ils reçoivent de leurs propriétaires. Suivez l'histoire de Kotarou, d'Hazuki, de Kuroda et de tous les autres dans ce one shot proposant plusieurs histoires courtes.

## Personnages
Kotarō Izumi (和泉 小太郎, Izumi Kotarō)
Voix japonaise : Jun Fukuyama (drama CD), Nobuhiko Okamoto, Megumi Iwasaki (enfant) (OVA)
Hazuki (葉月)
Voix japonaise : Kōsuke Toriumi (drama CD), Daisuke Hirakawa, Mahiru Konno (enfant) (OVA)
Yuzu (ゆず)
Voix japonaise : Kōki Miyata (drama CD), Tsubasa Yonaga (OVA)
Ichi Seya (瀬谷 壱, Seya Ichi)
Voix japonaise : Junichi Suwabe (drama CD), Ryōhei Kimura, Haruka Kimura (enfant) (OVA)
Tsukishima (月島)
Voix japonaise : Hikaru Midorikawa (drama CD), Yoshitsugu Matsuoka, Nozomi Masu (enfant) (OVA)
Kuroda (黒田)
Voix japonaise : Kazuhiko Inoue (drama CD), Yūki Ono, Risa Hayamizu (enfant) (OVA)

## Manga
Les chapitres du manga sont publiés entre 2003 et 2005 avant d'être compilé en un unique tome le 10 mars 2005.
En Amérique du Nord, il est licencié par Digital Manga Publishing et est sorti le 16 août 2006.

### Liste des chapitres
| no | Japonais       | Japonais          | Français        | Français          |
| no | Date de sortie | ISBN              | Date de sortie  | ISBN              |
| -- | -------------- | ----------------- | --------------- | ----------------- |
| 1  | 7 juillet 2008 | 978-4-04-854205-0 | 14 octobre 2015 | 978-2-82032-035-3 |

## Original video animation
L'adaptation en anime est annoncée en juillet 2011. Il s'agit d'une adaptation au format original video animation produite au sein du Studio Deen avec une réalisation de Michio Fukuda et un scénario de Aki Itami. Les quatre OVA sont commercialisés en DVD et Blu-ray entre le 29 octobre 2014 au 28 janvier 2015.